# Slawischer Drache

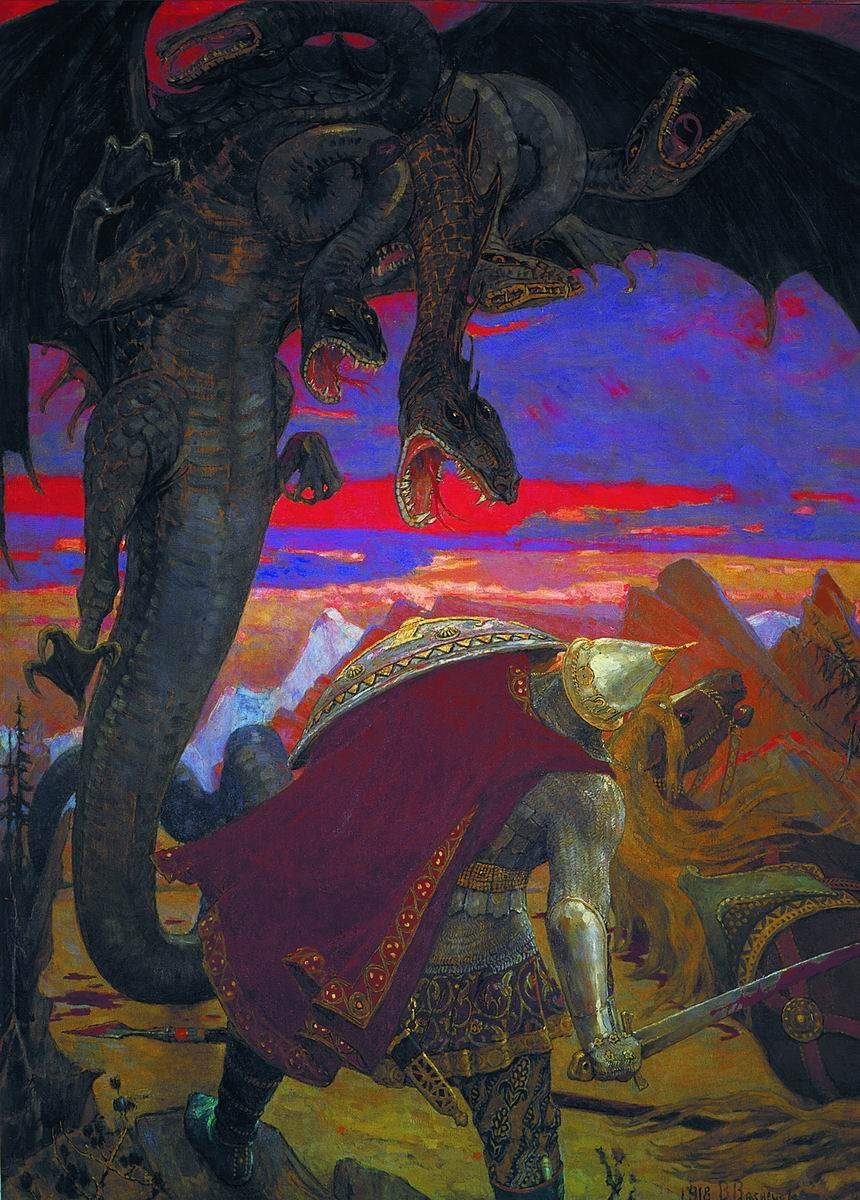
Der Zmej Gorynytsch von Wiktor Wasnezow

Der Slawische Drache ist die Entsprechung des klassischen europäischen Drachen in der slawischen Mythologie. Sein Name ist dort Smei (Duden-Umschrift) bzw. Zmej (Змей) im Russischen und Bulgarischen, Zmij im Altkirchenslawischen und Ukrainischen, Żmij im Altpolnischen und Zmaj (Змај) im Bosnischen, Serbischen, Kroatischen und Slowenischen. In der aktuellen polnischen Sprache und im Belarussischen wird weiters das Wort Smok (Смок) verwendet, das im Bulgarischen Nattern bezeichnet, und in Rumänien kennt man ein ähnliches Wesen namens Zmeu.

## Etymologie
Die meisten der oben genannten Namen sind die männlichen Formen des slawischen Begriffes für „Schlange“ (russ. змея, bulg. змия, serb. und kroat. zmija, poln. żmija), und so sieht die altslawische Mythologie den die Luft bewohnenden und Feuer speienden männlichen Drachen (Żmij) als Pendant des unter der Erde wohnenden, dafür das Wasser kontrollierenden weiblichen Drachen (Żmija) – ein Gedeihen von Vegetation und Ernte ist daher nur bei Harmonie bzw. Versöhnung beider möglich, das heute geläufige Bild des in Höhlen wohnenden, gleichwohl Feuer speienden Drachen dagegen der offensichtliche Versuch, die (scheinbare) Gegensätzlichkeit beider Symbole zu überbrücken.

## Die Kreatur im ostslawischen Bereich
Russland und die Ukraine kennen den Drachen als Smei/Smij Gorynytsch (Змей Горыныч). Er ist dreiköpfig und grün, geht auf seinen zwei Hinterbeinen, besitzt eher kleine Vorderbeine und kann Feuer spucken. Einem Epos zufolge wurde Zmei Gorynytsch von Dobrynja Nikititsch besiegt und getötet. Der Nachsatz Gorynytsch lässt sich aus dem Russischen bzw. Ukrainischen mit Sohn des Berges/der Berge oder freier mit Berggeborener übersetzen.
Andere russische Drachen wie der Tugarin Smejewitsch (Smejewitsch = Drachensohn) haben turkische Namen – vielleicht in Anlehnung an die Mongolen. So ist St. Georg (ein Symbol der Christenheit), der den Drachen als Sinnbild des Satans tötet, auf dem Moskauer Wappen abgebildet. Einige vorgeschichtliche Bauten, besonders der Schlangenwall in der Nähe von Kiew, wurden als Symbole fremder Völker mit den Drachen in Verbindung gebracht.

## Die Kreatur im südslawischen Bereich

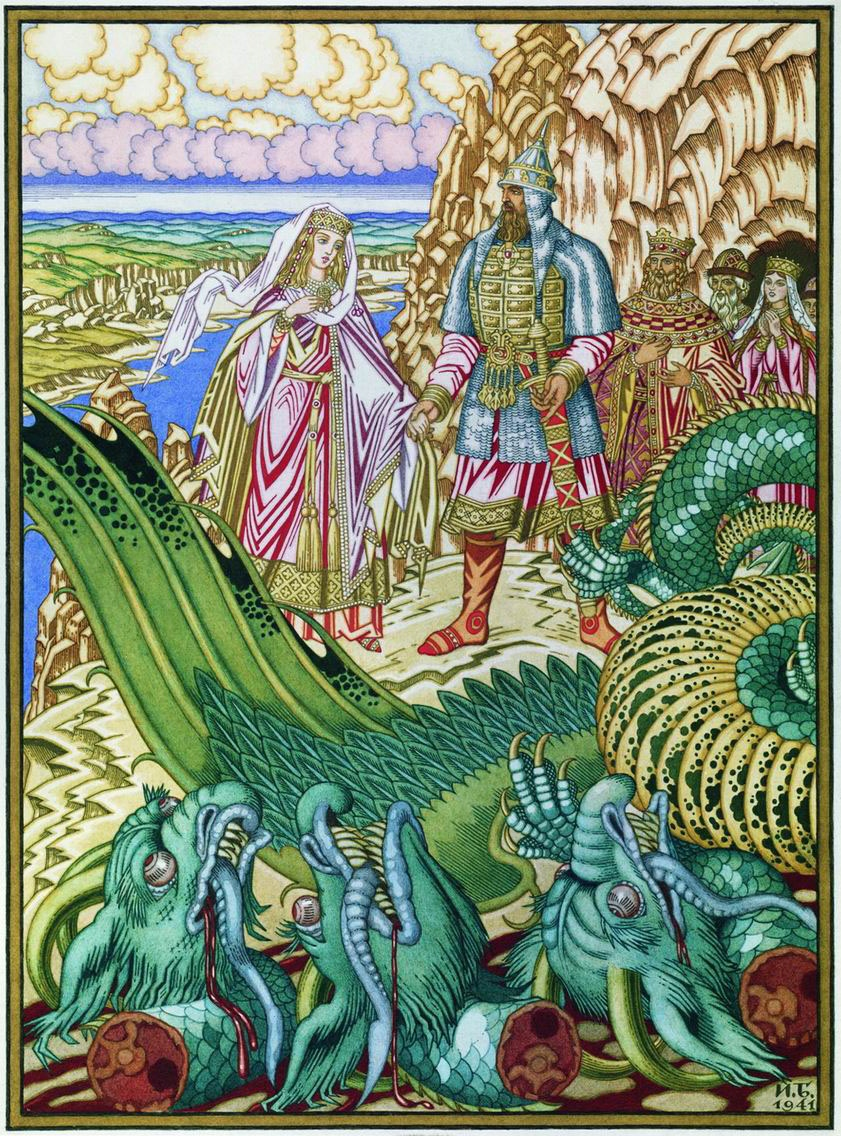
Dobrynja Nikititsch rettet Prinzessin Zabawa vor Zmej Gorynytsch – Iwan Bilibin

In Slowenien wird der Drache Zmaj genannt, obwohl ein älteres Wort unklaren Ursprungs, Pozoj, verwendet werden kann. Drachen sind in Slowenien normalerweise im böswilligen Bereich angesiedelt, und sie werden meist gemeinsam mit St. Georg dargestellt.
Es gibt Erzählungen aus vorchristlichen Zeiten, die von Drachen handeln, die ähnlich überwunden wurden wie beispielsweise der polnische Wawel-Drache, der mit Hilfe eines schwefelgefüllten Lamms bezwungen wurde. Drachen sind jedoch nicht immer dem Menschen feindlich gesinnt. So beschützt etwa der Ljubljanski Zmaj (Laibacher Drache) die Stadt Ljubljana und wird dafür auch auf dem Stadtwappen abgebildet.
In Makedonien, Kroatien, Bulgarien, Bosnien, Serbien und Montenegro ist der Drache (Zmaj, Zmej oder Lamja) vielköpfig (mit drei, sieben oder neun Köpfen) und spuckt Feuer. In Serbien, Bulgarien und Bosnien wird er Aždaja (Аждаја) oder Ala (Ала) genannt. Das rumänische Wort für Drache, Zmeu, wurde aller Wahrscheinlichkeit nach aus dem Bulgarischen übernommen.

## Die Kreatur im westslawischen Bereich

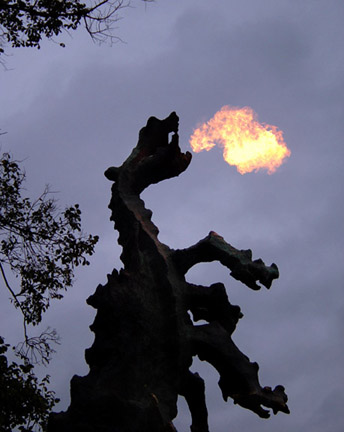
Der feuerspeiende Wawel-Drache (Skulptur vor der Höhle).

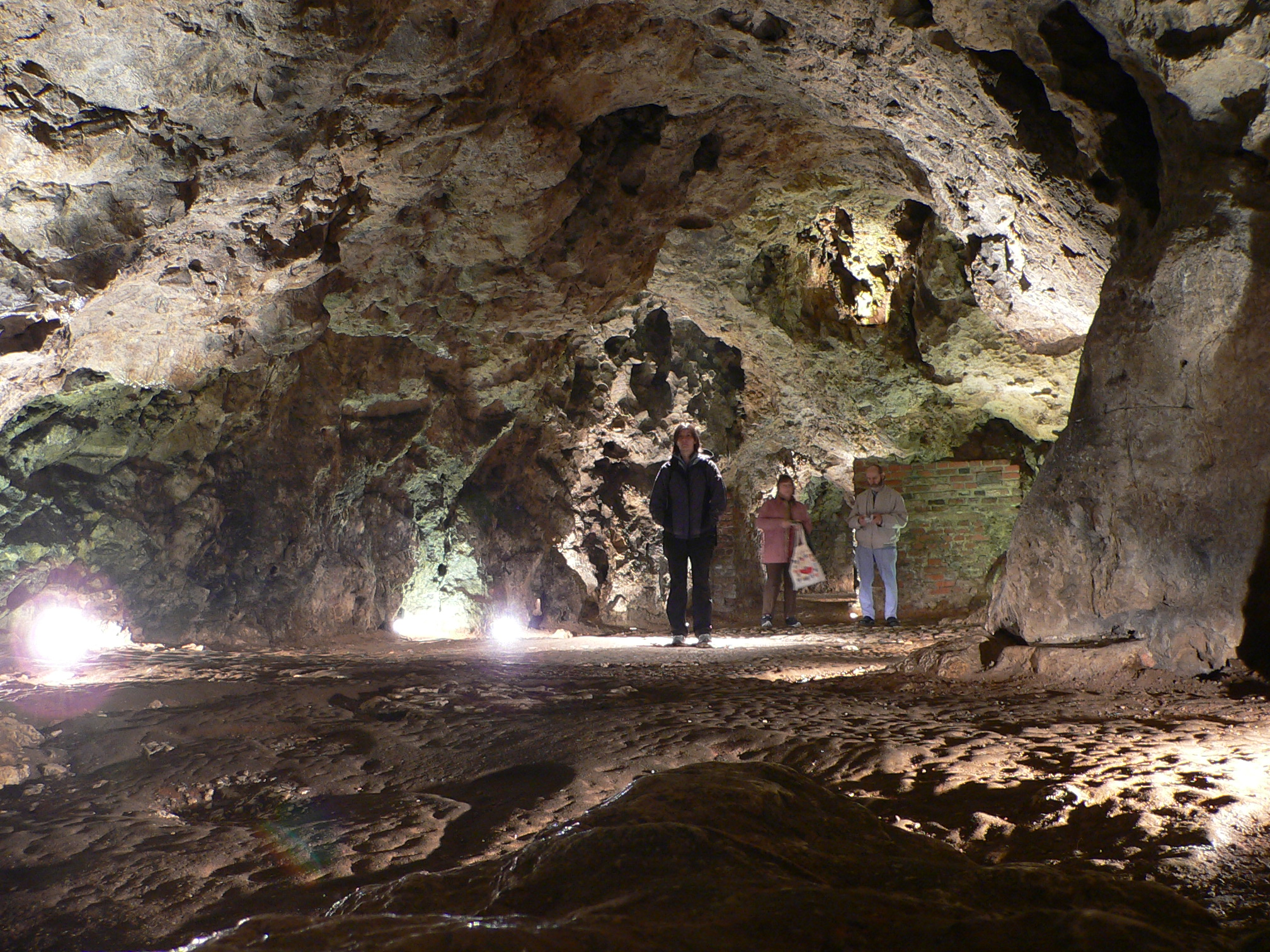
Smocza Jama (deutsch: Drachenhöhle).

In Polen wurde der Wawel-Drache, der in der Smocza Jama unter dem Wawelhügel in Krakau gehaust haben soll, von dem legendären Krak, dem Begründer Krakaus, getötet.
Bei den Sorben war der Drache ein gutes Tier. Er wurde plon genannt und konnte als Gelddrache unverhofft Reichtum ins Haus bringen, wenn man ihn ausreichend mit Hirsebrei fütterte.
Die Sage vom Gelddrachen war bis in den äußersten Westen des ehemaligen Gebietes der surbi verbreitet. So wurde die 1617 der Hexerei in Bernburg an der Saale angeklagte Frau des ehemaligen Bürgermeister, Barbara Meyhe, hochnotpeinlich danach befragt, ob sie einen Gelddrachen hätte, der auf dem Birnbaum im Garten Geld ausspeie.

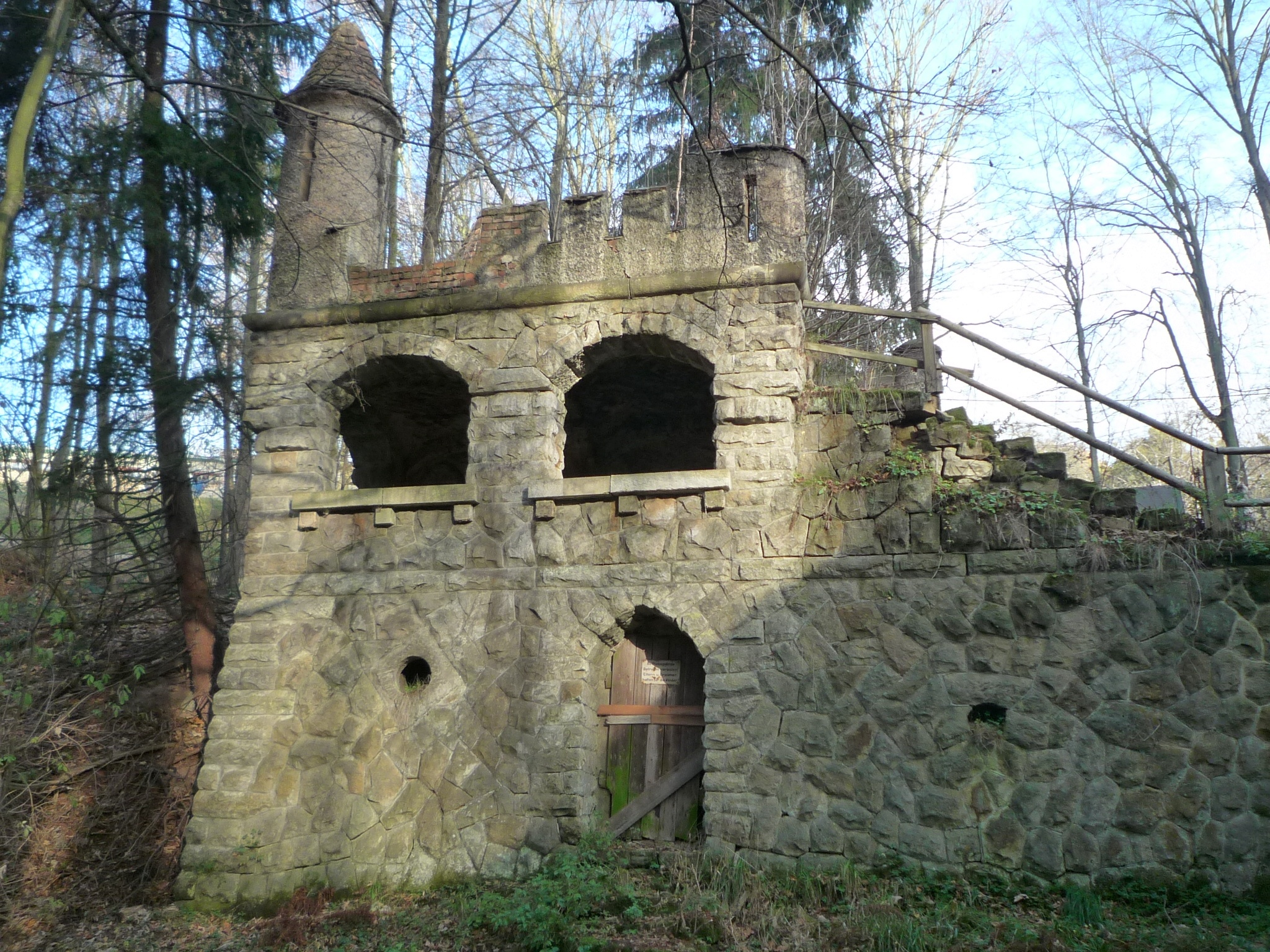
Die Drachenburg an der Meixmühle im Friedrichsgrund bei Dresden

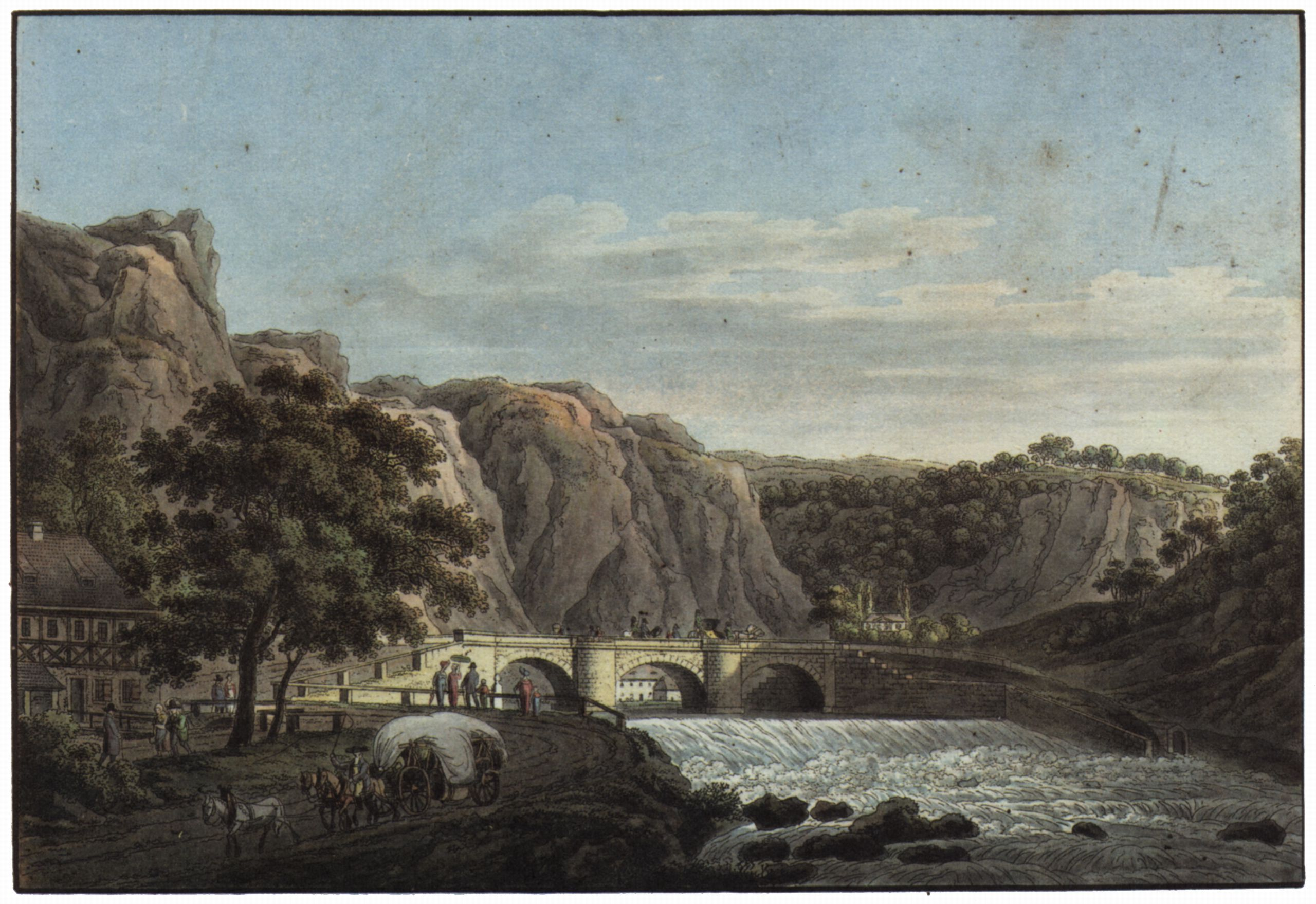
Plauenscher Grund um 1850

Allein im elbsorbischen Dresden gab es der Mythologie nach sechs Drachen:
1. Der Drache Meix im Meixgrund.
2. Der Drache von Trachau in der Drachenschlucht[2] von Trachenberge.
3. Der Drache im Residenzschloss Dresden: am ersten Weihnachtsfeiertag 1643 saß Kurfürst Johann Georg I. von Sachsen bis gegen 23 Uhr an der Abendtafel, als ihm und seinem Gesinde ein Drachen erschien[3]
4. Der Drache Zmij, aus dem der Eiswurm im Eiswurmlager[4] des Plauenschen Grundes hervorging.
5. Der Lindwurm im Nesselgrund[5] von Klotzsche. Dieser war ein Urvieh, kein Haustier, und verschlang wöchentlich drei junge, schöne Mädchen aus Klotzsche (alte spuckte er wieder aus), soff die Prießnitz aus (weswegen sie noch heute nur wenig Wasser führt) und wurde deswegen nicht nur getötet, sondern ausgerottet. Kein neuer Drache siedelte sich wieder an, weil die Überreste des alten immer noch das Stinkbachtal verpesten.[6]
6. Der Drache von Oberwartha (vgl. Fünf Brüder (Oberwartha)). Ort mit Gerichtslinde und in Nähe der altsorbischen Burg Woz, später zu Niederwartha[7]